# Roby Schinasi
 (février 2016).
Si vous disposez d'ouvrages ou d'articles de référence ou si vous connaissez des sites web de qualité traitant du thème abordé ici, merci de compléter l'article en donnant les références utiles à sa vérifiabilité et en les liant à la section « Notes et références ».
Robert Charles Jacob Schinasi, dit Roby Schinasi, est un acteur franco-américain, né le 11 juillet 1988 à Aix-en-Provence.

## Biographie
Né le 11 juillet 1988 à Aix-en-Provence, Roby Schinasi est un acteur franco-américain qui a suivi les cours d'art dramatique du Cours Jean-Laurent Cochet et du Lee Strasberg Institute of Los Angeles, desquels il est sorti diplômé.
En 2009, Roby incarne le rôle principal Bruce, un adolescent perturbé dans le film de Bruno Bonzolakis L'amour, c'est la honte pour France 2. Puis la même année, le rôle principal dans la série L'Internat pour M6.  
En 2012, Roby intègre le casting de la série américaine Gossip Girl. 
Roby fait partie de la promotion des Talents Cannes en 2015. Cette même année, Roby se retrouve aux côtés de Sandrine Bonnaire dans La Dernière Leçon de Pascale Pouzadoux, puis dans Elles... Les Filles du Plessis de Bénédicte Delmas, dans L'Outsider de Christophe Barratier et démarre le tournage d'une série pour TF1 La Vengeance aux yeux clairs. Il incarne par la suite le rôle de Pascal Sevran dans Dalida de Lisa Azuelos. 
En 2017, il joue aux côtés de Louise Bourgoin et Arnaud Ducret dans Les Dents, pipi et au lit de Emmanuel Gillibert. Il intègre la même année l'équipe de tournage BlackPills, la nouvelle plateforme de Luc Besson. En septembre 2017, Roby Schinasi part pour les États-Unis tourner aux côtés de Aaron Paul et Michelle Monaghan dans la série The Path pour la plateforme Hulu.
En 2019, il participe à la production d’une nouvelle série Netflix, Shadow And Bone et d’une nouvelle série pour Sky, I Hate Suzy. La même année, il tourne un court métrage, The Fourth Wall, sélectionné dans de nombreux festivals à travers le monde.
En 2020, il rejoint le casting du film Barbaque de Fabrice Éboué aux côtés des Marina Foïs. 
Début 2021, il fait partie du casting de Les Invisibles pour France 2. La même année, il rejoint le casting de l’adaptation du roman de Marc-Olivier Fogiel Qu’est-ce qu’elle a ma famille ? pour France 2 réalisé par Hélène Angel aux côtés de Malik Zidi, Sofia Essaidi et Benjamin Siksou.
À la rentrée 2021, Roby joue aux côtés de Nicolas Marié dans le film de Pierre-François Martin-Laval sur Jeff Panacloc.
En 2022, Roby rejoint le casting de Prière d'enquêter pour France 3 aux côtés de Sabrina Ouazani, la nouvelle série anglaise et américaine Hotel Portofino aux côtés de Natascha McElhone, et il rejoint le casting du prochain film de Pierre-François Martin-Laval avec Christian Clavier et Isabelle Nanty Les Vengeances de Maître Poutifard. 
En 2023, c’est cette fois sous la direction de Philippe Dajoux que Roby donnera la réplique à Olivier Marchal et au célèbre acteur américain Jason Priestley dans un film sur les 24h du Mans pour France 3. 
La même année 2023, Roby rejoint le casting de la nouvelle série pour France Télévisions « Isabelle » aux côtés d’Odile Vuillemin et Joyce Bibring, et tourne également dans la foulée le film « Meurtres sur la côte bleue  » aux côtés de Jean-Pierre Foucault.  
Début 2024, Roby joue aux côtés de Kad Merad dans le film d'Élie Chouraqui « Héro(s) », puis démarre le tournage de « Brigade Fluviale » réalisé par Bénédicte Delmas pour France Télévisions aux côtés de Thomas Jouannet
Au printemps 2024, Roby interprète le rôle principal du film « Les Ailes Collées » de  qui est présenté en compétition officielle au Festival de la fiction à La Rochelle en septembre.   
Il a également rejoint en 2024 le casting de la série Demain nous appartient pour TF1 tourné dans la ville de sete laquelle il interprète fred lecompte le 1er amour de victoire lazarri interprèté par Solène Hébert

### Vie privée
En 2016, Roby Schinasi était en couple avec Lorie, qu'il a rencontrée sur le tournage de Meurtres à Grasse.
De 2018 à 2024, Roby était en couple avec la mannequin Maja Simonsen.
Son père Albert Schinasi est un grand industriel d'origine juive egyptienne implanté à Aix-en-Provence, fondateur de l'entreprise General industries.

## Filmographie

### Cinéma
- 2014 : Baby, Baby, Baby de Brian Klugman
- 2015 : La Dernière Leçon : Christophe
- 2015 : Service de Nettoyage de Clément Michel
- 2016 : L'Outsider : Frédéric Bourboulon
- 2016 : Dalida de Lisa Azuelos : Pascal Sevran
- 2016 : Lumière Amoureuse : Franchin Don et Lifang Wan
- 2018 : Les Dents, pipi et au lit d'Emmanuel Gillibert : Vincent
- 2020 : The Fourth Wall de Kelsey Bollig
- 2021 : Barbaque de Fabrice Éboué : Alexandre
- 2023 : Jeff Panacloc de Pierre-Francois Martin-Laval
- 2023 : Les Vengeances de Maître Poutifard de Pierre-François Martin-Laval : Anthony Lecain
- 2023 : Jeff Panacloc : À la poursuite de Jean-Marc de Pierre-François Martin-Laval : Pierre-Mathieu
- 2024 : Héro(s) d'Elie Chouraqui : Maurice

### Télévision
- 2008 : Plus belle la vie : Gaël Leroy
- 2009 : Joséphine, ange gardien de Philippe Monnet : Antonin (saison 12, épisode 5 : Les Majorettes)
- 2009 : L'Internat : Thomas Fersac
- 2010 : L'amour, c'est la honte : Bruce
- 2012 : Gossip Girl : Jean-Pierre
- 2012 : Behind the Candelabra de Steven Soderbergh
- 2015 : Alice Nevers, le juge est une femme : Antoine Perrin (saison 13, épisode 3 : La loi de la jungle)
- 2015 : Clem : Jonathan, le fils d’Évelyne Carbonnier (saison 5)
- 2016 : La Vengeance aux yeux clairs : Romain Chevalier
- 2016 : Meurtres à Grasse de Karim Ouaret : Paul Monsart
- 2016 : Elles... Les Filles du Plessis de Bénédicte Delmas : Jean
- 2017 : Immortality : Blackpills
- 2017 : The Path : Jean-Paul
- 2019 : I Hate Suzy sur Sky
- 2021 : Shadow and Bone : La Saga Grisha : un guerrier Fjerdan
- 2021 : Les Invisibles de Chris Briant et Axelle Laffont : Jérôme Lafitte (saison 1, épisode 4 : Citadelle)
- 2022 : Hotel Portofino de Adam Whimpenny
- 2022 : Prière d'enquêter de Laurence Katrian
- 2022 : Qu'est-ce qu'elle a ma famille ? d'Hélène Angel : Darius
- 2023 : Mort sur la piste de Philippe Dajoux : Thomas
- 2023 : Meurtres sur la côte bleue de Marjolaine De Lécluse : Diego Valenci
- 2024 : Un Soupçon de Philippe Dajoux : Hugo
- 2024 : Brigade du fleuve de Bénédicte Delmas : Samuel
- Depuis 2024 : Demain nous appartient : Fred Lecomte
- 2025 : Les Ailes collées de Thierry Binisti : Paul